# بریزی
برازی فیلمی در ژانر رمانتیک به کارگردانی کلینت ایستوود است که در سال ۱۹۷۳ منتشر شد.

## بازیگران
- ویلیام هولدن
- کی لنز
- شلی موریسون
- ریچارد بول
- دان دایموند
- کلینت ایستوود
- باک یانگ